# 経済学

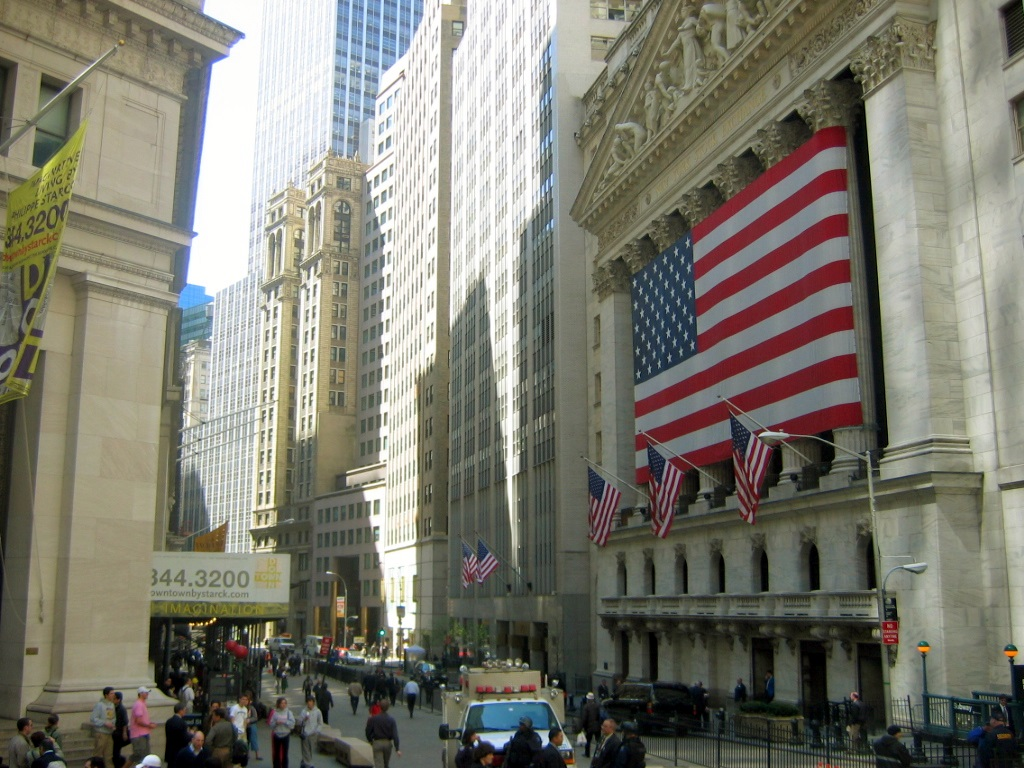
ニューヨーク証券取引所があるアメリカ合衆国ニューヨーク市のウォールストリート。

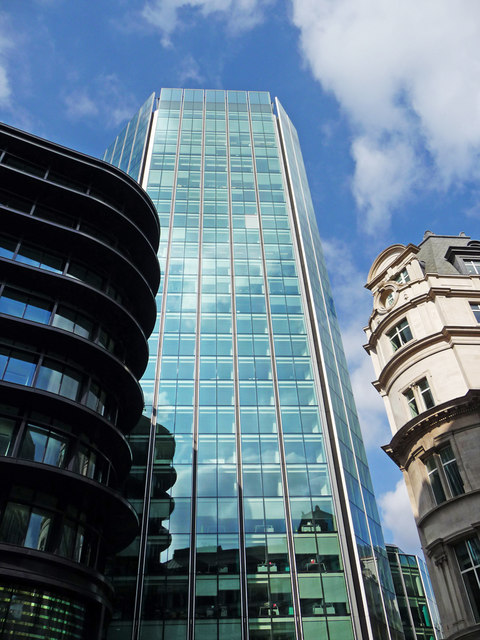
イングランド・ロンドンのロンドン証券取引所の建物。

経済学（けいざいがく、英: economics）とは、経済・経済現象を対象とする学問であり、社会科学の一領域である。
英語圏では従来political economy（政治経済学)と呼ばれてきたが、19 世紀後半以降、economics（経済学）と呼ばれるようになった。原語であるeconomicsという語彙は、新古典派経済学者アルフレッド・マーシャルの主著『経済学原理』（英: Principles of Economics, 1890年）によって誕生・普及したとされている。

## 語源
economics (エコノミクス)の語源は、古代ギリシア語で「世帯または家族の管理、質素、倹約家」「家政機関共同体のあり方」
を意味するοικονομικός (オイコノミコス) や、「家」を意味するオイコス(οἶκος)と「慣習・法」を意味するノモス(νόμος)から合成された οἰκονομία (オイコノミア) に由来する。
クセノポンによる著作『家政論（オイコノミ）』がある。

## 経済学の定義
現代の経済学についての、一般的な定義では、経済現象の法則を研究する学問、人間社会における物質的な財やサービスの需要と供給の法則を研究する学問とされる。しかし、経済学者による定義は多様であり、経済学者による様々な見解を反映している。
最大の重商主義者と称される18世紀スコットランドの経済学者ジェームズ・ステュアートは、1767年の著書『An Inquiry into the Principles of Political Oeconomy （政治経済学原理の研究)』で、アダム・スミスより先に、はじめて「ポリティカルーエコノミー（経済学）」という表題を用いたが、次のように定義した。
スコットランドの哲学者・経済学者アダム・スミスは『国富論』(1776年)で、政治経済学を、国民の富の性質と動機の研究と定義し、人々に十分な収入や生活費を提供すること、公共サービスのための収入を国家にもたらすことと定義した。
フランスの経済学者ジャン＝バティスト・セイは1803年に、公共政策からは区別されるものとして、経済学を、富の生産、分配、および消費の科学と定義した。
ジョン・スチュアート・ミルは1844年に、次のように定義した。
風刺としては、トーマス・カーライルは1849年に、古典派経済学の異名として「陰気な科学」と呼んだが、これはマルサス (1798) の悲観的分析に対してのものであった。 
カール・マルクスは、『資本論』(1867年)で次のように述べた。
さらに、マルクスの盟友フリードリヒ・エンゲルスは、経済学について次のように述べた。
アルフレッド・マーシャルは『経済学原理』(1890)において、次のように定義した。
マーシャルは続けて、宗教と経済は人間の歴史の二大作用であるが、人間の性格は、日々の仕事とそれによって獲得される物質的資源によって形成される、人が生計を立てるためのビジネスは、その人の心が最高の状態にある時間の大部分を満たしており、自分の能力をどう用いるか、仕事が与える考えや感情、同僚、雇用主、従業員との関係などによって、人の性格は形成されるとして、経済や仕事は人間に強い影響力をもたらすと主張した。マーシャルの定義は、富の分析を超えて、社会からミクロ経済学のレベルまで定義を拡張し、今でも広く引用されている。
その後、ライオネル・ロビンズが1932年に、過去の経済学者は、いかに富が生まれ（生産）、分配され、消費され、成長するかという富の分析に研究の中心を置いてきたと指摘したうえで、カール・メンガーやルートヴィヒ・フォン・ミーゼスを参照しながら次のように定義した。
ロビンズは、この定義は、特定の種類の行動を選択するという分類的なものとしてではなく、稀少性がもたらす影響によって行動の形態がいかなるものになるかということに注意を向けるような分析的なものであると説明した。
しかし、こうした定義にはジョン・メイナード・ケインズやロナルド・コースらからの批判もある。経済問題は性質上、価値観や道徳・心理といった概念と分離する事は不可能であり、経済学は本質的に価値判断を伴う倫理学であって、科学ではないというものである。ロビンズの定義は、過度に広範で、市場を分析する上では失敗していると批判されたが、1960年代以降、合理的選択理論が登場し、以前は他の学問で扱われていた分野にも経済学の領域を拡大したため、そのような批判は弱まった。
ポール・サミュエルソンは、以下のように定義する。
一方で、とりわけゲーム理論の経済学への浸透を受けて、経済学の定義は変化しつつある。たとえば、ノーベル経済学賞を受賞したジョセフ・E・スティグリッツは、トレードオフ、インセンティブ、交換、情報、分配という五つが重要な手がかりとなるとして、以下のように経済学を定義した。
また、ノーベル賞受賞者ロジャー・マイヤーソンも、今日の経済学者は自らの研究分野を以前より広く、全ての社会的な制度における個人のインセンティブの分析と定義できる、と述べた（1999年）。
ゲーリー・ベッカーは自分のアプローチを、行動、安定した選好、市場の均衡の最大化という仮定を組み合わせ、絶え間なく、大胆に使用することと説明した。
ハジュン・チャンは、経済学を商品やサービスの生産、交換、流通に関する研究とであると定義したうえで、生物学が、DNA分析、解剖学、動物の行動のゲーム理論など、さまざまな方法で研究されており、それらはすべて生物学と呼ばれるように、経済学は、方法論や理論的アプローチではなく、取り扱っている調査対象の観点から定義されるべきであると指摘する。
このように現在では、資本主義・貨幣経済における人や組織の行動を研究するものが中心となっている。広義においては、交換、取引、贈与や負債など必ずしも貨幣を媒介としない、価値をめぐる人間関係や社会の諸側面を研究する。このような分野は、人類学、社会学、政治学、心理学と隣接する学際領域である。
また、労働、貨幣、贈与などはしばしば哲学・思想的考察の対象となっている。ただし、経済システムの働きに深く関わる部分については経済思想史と呼ばれ、経済学の一分野として考えられることも多い。

## 特徴

### 科学性と非科学性
自然科学と比べると、不確実性の大きいヒトが関わるできごとが研究対象であるゆえ、数理化・実験が困難な分野が多い人文科学・社会科学の中において、経済学では、積極的に数理化がなされ、その検証が試みられている。そうした性質に着目し、経済学は「社会科学の女王」と呼ばれることがある。
しかし、心理が関与する人間の行動、および、そうした人間が集団を構成した複雑な社会を数理モデル化することは容易ではない。
現実の経済現象の観察、モデル構築、検証という一連の循環的プロセスは、いまだ十分であるとは言えないし、本当にそうした手法が経済学の全ての対象に対して実現可能であるのかどうかも定かではない、とされることもある。また、客観的に分析しているようであっても、実際には多かれ少なかれ価値観が前提として織り込まれているということやそうでなければならないことは、上述のごとくケインズやコースが指摘している。また、経済学には多かれ少なかれ経済思想史およびイデオロギーが含まれる。

### 理論
理論経済学では、数学を用いたモデルがある。関連のある数学の分野として、位相空間論、関数解析学、凸解析、微分積分学、確率論、数理最適化などが挙げられる。確率微分方程式や不動点定理など数学におけるブレイクスルーが経済学に大きく影響を与えることもある。ジョン・フォン・ノイマンやジョン・ナッシュ、デイヴィッド・ゲール、スティーヴン・スメイルなどの数学者や理論物理学者が経済学に貢献することも珍しくなく、チャリング・クープマンス、マイロン・ショールズ、宇沢弘文、二階堂副包など数学、物理学、工学出身の経済学者も少なくない。
理論経済学はミクロ経済学とマクロ経済学という2つの分野からなる。ミクロ経済学は、消費者と生産者という経済の最小単位の行動から経済現象を説明する。マクロ経済学は、国全体の経済に着目する。今日では、マクロ経済学においても、消費者・生産者の行動に基づく分析が主流であり（マクロ経済学のミクロ的基礎付け）、マクロ経済学はミクロ経済学の応用分野と見ることができる。

### 実証
統計学において経済関連の統計が主流分野として立脚していること、統計学者や経済学者と統計学者を兼ねる者が両分野の発展に大きく貢献してきたことからもわかるように、古くから社会全体を実験室に見立てて統計学を使い裏付ける方法が経済学において多用され影響を与えてきた。こうした分野は計量経済学と呼ばれる。
実証の現代の新潮流にはダニエル・カーネマン、エイモス・トベルスキー、バーノン・スミスなど心理学（認知心理学）、認知科学の流れをくみ行動実験を用いて消費者行動を裏付ける方法が強力な道具として提供され急成長している。こうした分野は実験経済学と呼ばれる。この流れから、行動経済学、神経経済学という分野が、心理学者と心理学的素養を持つ経済学者によって生み出されている。

### 政策
経済学は、その誕生・分析対象が社会・政治・経済問題と不可分であったことから政策への提言として社会へ関わる機会が非常に多い。19世紀以降は、社会的な判断において経済学が不可欠となった。社会問題を対象としている性質からか、社会的不幸を予測する理論も多々生まれトーマス・カーライルによって「陰鬱な学問」とも呼ばれた。先駆的政策（事実上の実験）の過程と結果から新たな学問的問題を提起したソビエト連邦による社会主義建設は失敗し「壮大な社会実験」として総括されているが、この社会主義的政策が、第二次世界大戦後日本で採られた傾斜生産方式のように社会に有益な影響を与えたのも事実である。ちなみに、主流派経済学では傾斜生産方式の有用性について疑問符を投げかけている。
1980年代からゲーム理論が積極的に取り入られるようになり、特にマーケット・デザインと呼ばれる分野における成果はめざましい。具体的には、周波数オークションの設計、電力市場の制度設計、教育バウチャー制度の設計、臓器移植の配分問題の解決といったものが挙げられる。これらはいずれも経済学なくして解決できなかった問題であり、さらに経済学が現実の制度設計において非常に重要な役割を果たしていることの好例である。

### 経済学の対象
有限な事物の分配・生産が対象であり、人間が知覚できる有限性がなければ対象とはならない。例えば宇宙空間は未だに対象ではないが、東京に供給されるビル空間の量は対象である。その他にも、人間行動の心理的要素や制度的側面も重要な研究対象である。
また、事実解明的分析と規範的分析に分けられる。前者は理論的に説明・判断できる分析であり、後者は価値判断や政策決定に使われる分析である。例えば「政府支出を増やすと失業が減少する」は真偽が判明する分析であるが、「政府支出を増やして（財政赤字を増やしてでも）失業が減少したほうが良い」は価値判断が絡む分析である。

## 歴史
経済学は、法学、数学、哲学などと比べて、比較的新しい学問である。経済学は、近世欧州列強の著しい経済発展とともに誕生し、その後資本主義経済がもたらしたさまざまな経済現象や経済システムについての研究を積み重ね、現代に至る。

### 古代
経済学の最初を遡るとすると、古代ギリシャのプラトンの国家論にまで遡る。プラトンは、民主制を否定し、ポリスのために善く生きることを求め、消費欲や財産欲を禁止し、貨幣の使用も禁止し、人口も完全に規制される国家を理想とした。これは、ペロポネソス戦争で敗北したアテネに商品経済が浸透し、格差が拡大するなか、身分制社会を維持するためにこのように主張したとされる。
続くアリストテレスは、財産の共有制を批判し、商品の売買も容認したが、金儲けのための交換（クレマティスティケ）を、ポリスのために善く生きることを忘れることになるとして批判した。
トマス・アクィナスは、私有財産を肯定しながら、困窮者の財産請求権（緊急権）を例外としてみとめた。

### 重商主義学説
経済についての研究の始まりはトーマス・マン（1571年 - 1641年）によって書かれた『外国貿易によるイングランドの財宝』や、ウィリアム・ペティ（1623年 - 1687年）の『租税貢納論』、バーナード・デ・マンデヴィル（1670年 - 1733年）の『蜂の寓話』、ダニエル・デフォー（1660年 - 1731年）の『イギリス経済の構図』、デイヴィッド・ヒューム（1711年 - 1776年）の『政治論集』などに見られるような重商主義の学説である。この時代には欧州列強が海外植民地を獲得し、貿易を進めて急速に経済システムを発展させていた。

### 重農主義学説
イギリスの重商主義の批判としてフランスでは重農主義が登場し、政府の介入なしでも経済は自律的に動くと主張した。フランソワ・ケネーが『経済表』(1758年)を書き、国民経済の再生産システムを解明して、経済学の体系化の発端となった。

### 古典派経済学

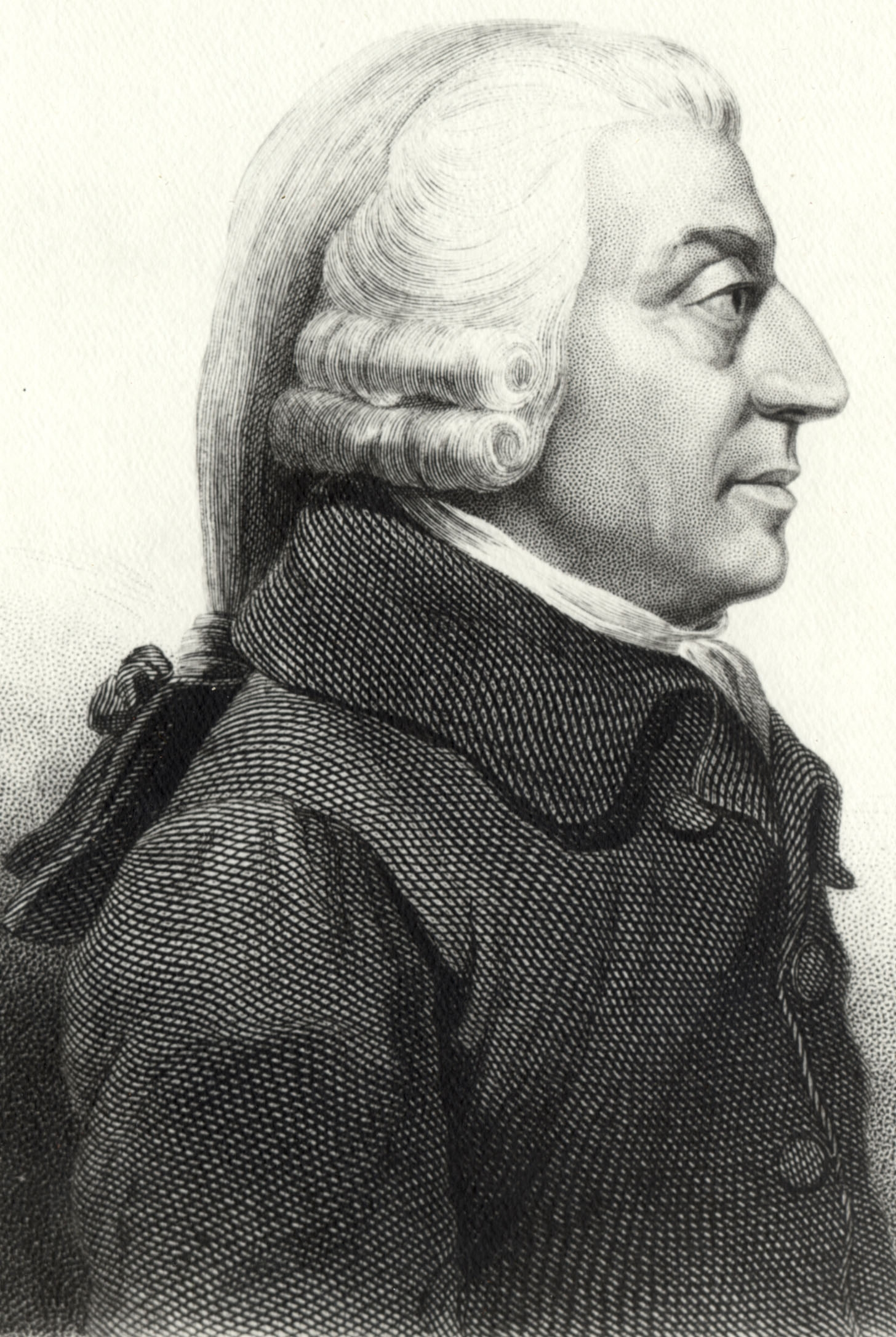
アダム・スミス。経済学の父とされる

アダム・スミスが資本主義工場生産について論じた『国富論』(1776年)が、現在の理論化された経済学の直系で最古の理論にあたる。そのため、スミスは、経済学の父と呼ばれている。経済学では、一般的に『国富論』を持って始まりとされる。また、デイヴィッド・リカードの『経済学および課税の原理』(1817年)、トマス・ロバート・マルサスの『人口論』(1798)や『経済学原理』(1820)、J.S.ミルの『政治経済学原理』(1848)などが、英国古典派経済学の基礎を築いていった。

### マルクス経済学
共産主義を主張したカール・マルクス（1818年 - 1883年）はイギリス古典派経済学を中心に当時の経済学を徹底して研究し、労働価値説を継承しつつ新たに価値論や剰余価値論を体系化し、資本の諸形態を再定義して資本主義経済の構造と運動法則の解明をおこなった。マルクスの長年にわたる経済学研究は主著『資本論』に結実した。
マルクスの後、マルクス経済学とよばれる流れは、資本主義経済の諸法則も諸概念も不変のものではなく、生成・発展・消滅する過程にあるものとしてとらえ、資本家は労働力に支払った以上の価値を労働力から取り出すという剰余価値説にもとづいて資本主義経済を分析した。
カール・カウツキー（1854年 - 1938年）の『カール・マルクスの経済学説』や『エルフルト要領解説』、ルドルフ・ヒルファーディング（1877年 - 1941年）の『金融資本論』、ローザ・ルクセンブルク（1870年 - 1919年）の『資本蓄積論』、ウラジーミル・レーニン（1870年 - 1924年）の『ロシアにおける資本主義の発達』や『帝国主義論』などの研究を通じて継承・展開された。
しかしながら、マルクスの経済理論をモデル化して検証を行うと、理論の膨大さゆえにマルクスの理論体系は不整合に陥っており、以下の3つの矛盾を説明できない。(1)剰余価値率が諸部門間で均等化する。(2)技術進歩の結果利潤率は下落する。(3)技術進歩の結果利潤率は下落すると仮に言えたとしても、実質賃金もまた下落する。

### 新古典派経済学

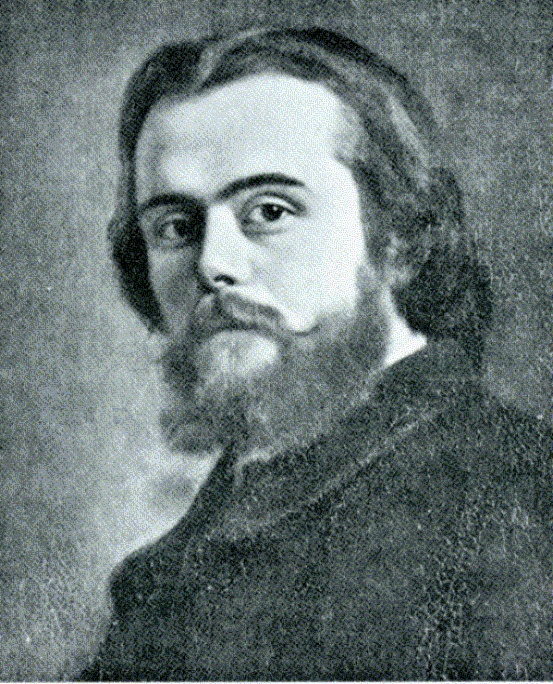
レオン・ワルラス。彼は経済学への数学の導入に大きな役割を果たした

新古典派経済学と呼ばれる学派が、資本主義経済の現象を数理的に分析する手法を発展させてきた。
ウィリアム・スタンレー・ジェヴォンズ（1798年 - 1855年）の『経済学の数学的一般理論の考察』や『経済学の理論』、レオン・ワルラス（1834年 - 1910年）の『純粋経済学要論』や『応用経済学研究』、カール・メンガー（1840年 - 1910年）の『国民経済原理』や『社会科学特に経済学の方法に関する研究』、アルフレッド・マーシャル（1843年 - 1924年）の『外国貿易と国内価値との純粋理論』や『経済学原理』、ヨーゼフ・シュンペーター（1883年 - 1950年）の『理論経済学の本質と主要内容』や『経済発展の理論』などの研究を通じて発展していくこととなる。

### ケインズ経済学とマクロ経済学

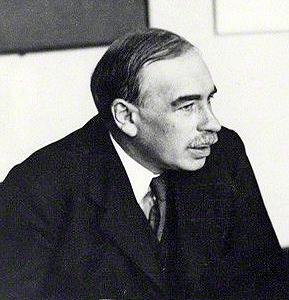
ジョン・メイナード・ケインズ。彼の理論はケインズ経済学として大きな影響を与えた

ジョン・メイナード・ケインズは『雇用・利子および貨幣の一般理論』(1936年)で、市場に任せただけでは失業が発生するので、政府による適切な市場介入（政府支出と減税）で有効需要を創出する必要があると主張し、マクロ経済学の主流となっていった。ジョン・ヒックスやポール・サミュエルソンらのネオ・ケインジアン経済学によって、発展していった。サミュエルソンは著書『経済学 第3版』（1955）で、ケインズ政策で雇用環境が改善されたあとは、従来のミクロ経済学のような民間の市場を活用した経済活動にまかせるのがよいとする混合経済を説いて、ミクロ経済学のミクロ経済学とマクロ経済学の国民所得理論を総合する新古典派総合を主張した。しかし、1970年代に、スタグフレーションが先進資本主義国を覆ったことで影響力を失っていった、
1970年代には、ロバート・ルーカス (経済学者)が、ケインズ的な財政・金融政策は家計や企業の合理的予想（期待）で相殺されて無効となるという合理的期待形成仮説を発表した。1976年にルーカスは、経済システムの中にいる国民と政府が、経済法則（期待）を知っており、それに基づいて行動すると、結果的に法則が変わり得ること、すなわち、期待（経済法則）は自己言及性を持つため、経済政策は効果を失うというルーカス批判を行った。ルーカスらはエドワード・プレスコットの『裁量よりもルール』(1977)とともに、リアルビジネスサイクル理論などを提唱し、新しい古典派 ( New classical economics )が形成され、これがマクロ経済学の主流となった。
その後、市場の失敗が起こる要因を重視し、これを是正するマクロ政策を再構築しようとするグレゴリー・マンキューやデビッド・ローマーのニュー・ケインジアンが台頭した。

### 現代
主流派経済学（新古典派経済学とケインズ経済学）とマルクス経済学は、米ソ冷戦という現実政治の影響もあり、長期間にわたって対立した。ソビエト連邦の崩壊・冷戦終了時には、古典的マルクス経済学に対する否定的研究が数多く行われ、非数理的・訓古主義的な性質が批判された（マルクス主義批判）。ソ連型社会主義で実施された計画経済の誤りがソ連・東欧の崩壊で明白になり、今日では、市場という需給調整のメカニズムを数理的に扱い発展した主流派経済学が経済研究の中心となり、市場を通じて社会主義社会を目指すとしている中華人民共和国やベトナムなどでもマルクス経済学のみならず主流派経済学の研究も行われるようになった。その一方で、主流派経済学では、賃労働における搾取などの生産面での矛盾や貧富の格差の拡大、経済活動による自然破壊などを説明できないとのマルクス経済学者からの批判も続いている。
また、アメリカ合衆国を中心とした西側資本主義国で発展させられてきた主流派経済学は、非歴史的・非文化的で数理モデル一辺倒な性質をマルクス経済学者やポスト・ケインジアンなどに指摘されている。
主流派経済学における比較的新しい動きとして、ゲーム理論と行動経済学の発展がある。伝統的な主流派経済学では、完全競争の仮定ゆえ、経済主体間の相互の影響は考慮されていない。それに対して、市場が寡占の状態である場合、各企業の選択は他の企業の利潤に影響を与える。こうした相互依存を分析する道具として、ゲーム理論が主流派経済学の中心的な理論の1つとなった。伝統的な主流派経済学では、各経済主体は合理的で利己的な存在とされてきた。しかし、さまざまな実験が、この仮定が必ずしも適切ではないことを示している。こうした、合理的でなかったり、利己的でなかったりする経済主体の意思決定を定式化する分野が行動経済学であり、主流派経済学で広く受け入れられている。
異端派経済学として、近年新しい体系がさまざまに模索されている。とくに1980年代以降、進化経済学が世界的に興隆してきており、新しい主流派を形成しつつあるという評価もある。進化経済学以外にも、ポスト・ケインズ派の経済学、オーストリア学派の経済学、複雑系経済学などがある。

## 経済学と経営学
経済学と経営学の違いの第1は、経済学が研究方法に重きを置くのに対して、経営学は研究対象に重きを置くことである。
経済学は独自の研究方法を有しており、その方法に則ってさえすれば、研究対象が必ずしも経済に関わるものでなくとも経済学たりうる。実際、医療、教育、文化なども経済学で活発に研究されている。
経営学では企業の経営という研究対象が先にあり、その対象を研究するため、経済学、心理学、社会学などの方法が用いられる。
こうした違いは、経済学、経営学が教育・研究される組織の違いにも表れている。米国の大学では、経済学は、数学、物理学、心理学などと同様Faculty of Arts and Sciencesのdepartmentで教育・研究されるのに対し、経営学は、医学、法学などと同様個別のprofessional schoolで教育・研究されることが多い。
経済学と経営学の違いの第2は、経済学の主な研究対象が経済という大きなものであるのに対して、経営学の研究対象が企業という小さいものであることである。企業の経済活動を研究対象とする、という点では両者共通だが、マクロの経済学においては、日本の経済、アジアの経済、世界の経済といった大きなくくりでの研究となる。そこで用いられるのが「経済人」という考え方だ。すべての人間は客観的で経済合理的に行動すると考える。マクロで捉える場合、個人的な好みの差などは考えず、皆が同じ行動をすると考えるのである。これに対して、ミクロの経営学の場合は一つの企業、またはその企業の中の一つの部門、さらにはその中のグループを構成する個人、というレベルまで研究対象とする。この場合は中にいる人間が主役となるので、個人の差の問題までも考慮する。ここで用いられるのが「経営人」という考え方だ。経営人は経済人と違い、皆がすべて情報を持つのではなく、限られた情報をもとに、自ら満足・不満足、という基準で意思決定を行う限定的合理性に基づく行動をとると考える。

## 論争
経済学は、存在自体が社会・政治・経済・政策と不可分であるため、学術的な論争や政策的な論争など数多の論争を生み出し消化してきた。それによって、経済学徒は、他学徒に「傲慢である」と印象を与えてしまうほど非常に攻撃的な知的スタイルを形成している。しかし、論争は、経済学にとって理論を洗練させブレイクスルーを起こす役割を担ってきた。このように、経済学と論争は、切っても切れない関係にあるといえる。ここでは、経済学において歴史的に重要な意味を持った論争を取り上げる。
- 全地球的な論争
  - 重商主義・重農主義論争
  - 穀物法論争
  - ピグー・ケインズ論争
  - 経済計算論争（1920年 - 1930年）
  - ケンブリッジ資本論争[53]
- 日本における論争
  - 日本の経済論争

## 学派
- 古典派経済学
- マルクス経済学
  - 数理マルクス経済学
- 新古典派経済学（ケンブリッジ学派 - ローザンヌ学派 - オーストリア学派）
  - マネタリスト
  - 新しい古典派
- ケインズ経済学
  - ポスト・ケインズ派経済学
  - ニュー・ケインジアン
- その他
  - 制度派経済学
  - 進化経済学
  - 複雑系経済学
  - 現代古典派経済学

## 分野

### 理論
- ミクロ経済学 - ゲーム理論 - 契約理論 - 社会選択理論 - 厚生経済学
- マクロ経済学 - 経済成長理論
- 数理経済学

### 実証
- 計量経済学 - 経済統計[54]
- 実験経済学
- 経済史 - 数量経済史

### 応用
- 公共経済学 - 政治経済学 - 財政学
- 国際経済学 - 貿易理論 - 国際金融市場
- 産業組織論
- 労働経済学 - 人口経済学

- 金融経済学 - 数理ファイナンス - 金融工学
- 環境経済学 - 天然資源- エネルギー政策
- 農業経済学
- 都市経済学 - 空間経済学 - 経済地理学 - 交通経済学 - 不動産金融
- 法と経済学
- 文化経済学 - スポーツ科学
- 開発経済学
- 医療経済学
- 教育経済学

### 学際
- 行動経済学
- 神経経済学
- 経済物理学
- 複雑系経済学
- 進化経済学

### 思想史
- 経済思想史

## 経済学における主な用語・概念基礎的概念、または両経済学に共通の概念
財 - サービス - 付加価値 - 利子 - 利潤 - 資本 - 労働 - 賃金
主流派経済学
選好 - 効用 - 無差別曲線 - 限界代替率 - エンゲル係数 - 需要と供給 - 一般均衡 - ジニ係数 - ローレンツ曲線 - 有効需要 - IS-LM分析 - AD-AS曲線 - フィリップス曲線 - セイの法則 - インフレーション - デフレーション - スタグフレーション - リアルビジネスサイクル理論 - 費用便益分析 - レッセフェール
異端派経済学
生産手段 - 剰余価値 - 絶対的剰余価値と相対的剰余価値 - 不変資本と可変資本

## 学術雑誌
- American Economic Review
- Econometrica
- Journal of Political Economy（英語版）
- Quarterly Journal of Economics（英語版）
- Review of Economic Studies（英語版）
- Economic Journal（英語版）
- Journal of the European Economic Association（英語版）
- International Economic Review（英語版）
- Review of Economics and Statistics（英語版）

これらは経済学全般の学術雑誌であり、経済学の各分野ごとにも学術雑誌がある。

## 引用文献
- 井澤秀記「経済と経済学の語源について」『RIEB ニュースレター』第103巻、神戸大学経済経営研究所、2011年。
- 金森 久雄, 森口 親司, 荒 憲治郎 『有斐閣経済辞典 第4版』有斐閣、2002年5月
- Rita Yi Man LI 『Everyday Life Application of Neo-institutional Economics: A Global Perspective』、2011年4月
- ハンス・ブレムス著 駄田井正 伊原豊實 大水善行 他訳『経済学の歴史 1630-1980』 多賀出版株式会社 初版 1996年5月10日発行 ISBN = 4-8115-4111-1